# Trybunał Zamojski

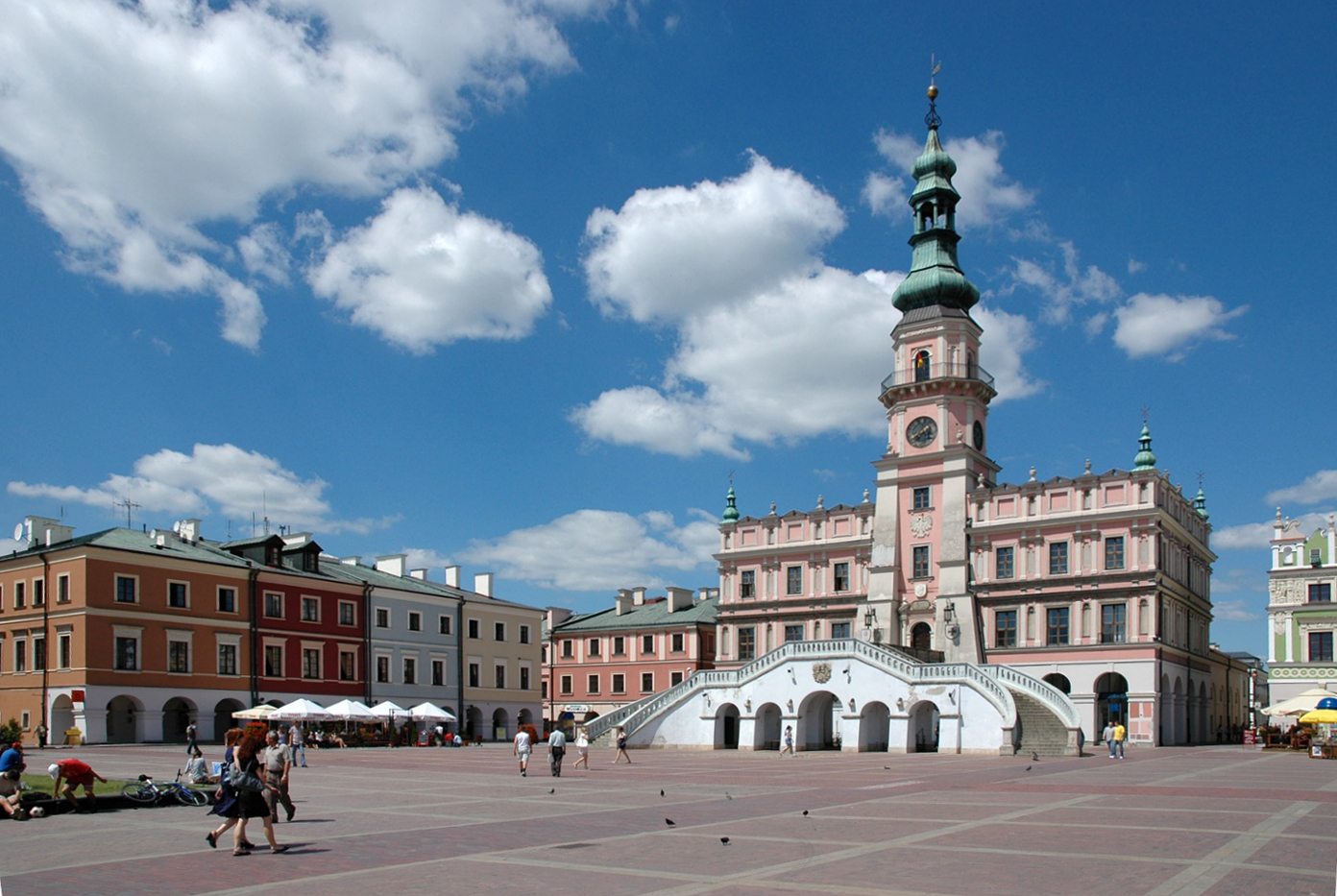
Ratusz w Zamościu, siedziba Trybunału Zamojskiego w latach 1604–1779

Trybunał Zamojski (łac. Iudicium Tribunalis Dominii Zamoscani) – sąd ostatniej instancji dla miast ordynacji zamojskiej powołany przez Jana Zamoyskiego w 1604.
W wyniku utworzenia trybunału dobra ordynackie zostały wyjęte spod jurysdykcji sądu wyższego prawa niemieckiego we Lwowie. W jego skład wchodzili deputaci pięciu miast (Zamościa, Szczebrzeszyna, Turobina, Tarnogrodu i Goraja), profesor Akademii Zamojskiej, wójt zamojski i burgrabia zamojski. Trybunał dysponował własną kancelarią, archiwum oraz strażą pod dowództwem burgrabiego. Sesje sądowe odbywały się pierwotnie na ratuszu w Zamościu. Po pierwszym rozbiorze w 1779 został przeniesiony przez władze austriackie do Turobina, a następnie do Lublina.
Chociaż od wyroków trybunału nie przysługiwało odwołanie, w praktyce strony wnosiły apelacje od dekretów trybunalskich do sądu ostatniej instancji zamku zamojskiego (iudicium ultimae instantiae castri Zamoscensis), który w założeniu stanowić miał jedynie sąd apelacyjny dla szlachty z powiatu szczebrzeszyńskiego.